# メーベルワーゲン
メーベルワーゲン (Möbelwagen) は、第二次世界大戦中のドイツ軍の対空戦車（対空自走砲）である。最終的な正式名称は「Flakpanzerkampfwagen IV Möbelwagen：IV号対空戦車メーベルヴァーゲン」。制式番号 :  Sd.Kfz.161/3 。“Möbelwagen”とはドイツ語で「家具運搬車」の意味である。
“Möbelwagen”のカタカナ表記はドイツ語の発音に忠実にすれば“メーベルヴァーゲン”であるが、日本では Wagen のカタカナ表記は“フォルクスワーゲン”に代表されるように“ワーゲン”が広く知られているため、本稿では“メーベルワーゲン”と記す。

## 概要
当初、本車はIV号戦車の車体を流用し2cm Flakvierling38を搭載したIV号対空戦車として1943年9月に試作されたが、2cm砲の威力不足から12月に量産化は見送られ、より強力な3.7cm対空機関砲 (3.7 cm FlaK 43/1）一門を搭載する計画に変更された。
クルップ社ではヒトラーへのプレゼンテーションに向けて、足回りを再設計したIV号戦車車台に同機関砲を搭載した形で図面を作成したが、最終的には通常のIV号戦車車台を使用しての量産が決定され、クルップ社製IV号戦車H型車台を供給されたドイッチェ・アイゼンヴェルケ社(Deutsche-Eisenwerke AG)により、1944年3月から1945年3月までの一年間に240輌が生産された。
車体上部は新たに設計された横幅の広いもので、IV号戦車にあった車体前方のボールマウント式機銃架は単純な栓付きの銃眼（ピストルポート）となっている。砲周囲の装甲板は4方向への起倒式で、通常時の立てられた状態では背の高い箱型となる事から、その外観から“メーベルワーゲン(家具運搬車)”の名称が付けられた。装甲板は射撃時には斜めに開いて砲の可動範囲を確保することができ、低仰角射撃が必要とされる場合には全開して十分な射界を確保する構造となっていた。全開状態では装甲板は四方に開いて砲員の足場となり、砲員を保護するのは砲自体の小さな防盾だけとなった。装甲板は最初の20輌では12mmの軟鋼（防弾処理されていない）の二枚重ね、続く25輌は10mm装甲板の二枚重ね、最終的には25mm一枚板となり、このタイプでは装甲上端の曲げられた部分が無くなっている。側面装甲板には立てた状態での近接戦闘用にピストルポートが設置されている。
車体は基本的にIV号戦車H型のものがそのまま用いられており、そのため車体下部前面装甲は80mmと厚くなっている。回転砲塔を搭載していないため、砲塔旋回用エンジンとその排気管はない。また、後期型では生産はJ型車体ベースに移行している。
本車は1944年6月15日付けで、陸軍の第9、第11、第116の3個装甲師団に一個対空戦車小隊として8輌ずつ配備され、全て西部戦線に送られた（したがってノルマンディー上陸作戦の当初は配備されておらず、フランス内陸の戦いになった9月からの実戦参加となる）。続く16輌が7月に第6、第19装甲師団に配備され東部戦線に送られた。この後も各装甲旅団に配備されたが、武装SSの師団で本車を装備したのは第10SS装甲師団『フルンツベルク』だけであった。
本車はヴィルベルヴィント及びオストヴィントと同様に、あくまでクーゲルブリッツやケーリアンといった本格的な砲塔型対空戦車の配備までの暫定的措置と考えられていた。しかし、本命となるべきそれらの車輌は実戦に間に合わず、本車は当初月産20輌だったのが30輌に引き上げられて終戦の前々月まで生産が継続し、最後までドイツ軍対空戦車の主力はこのメーベルワーゲンであった。

## ギャラリー

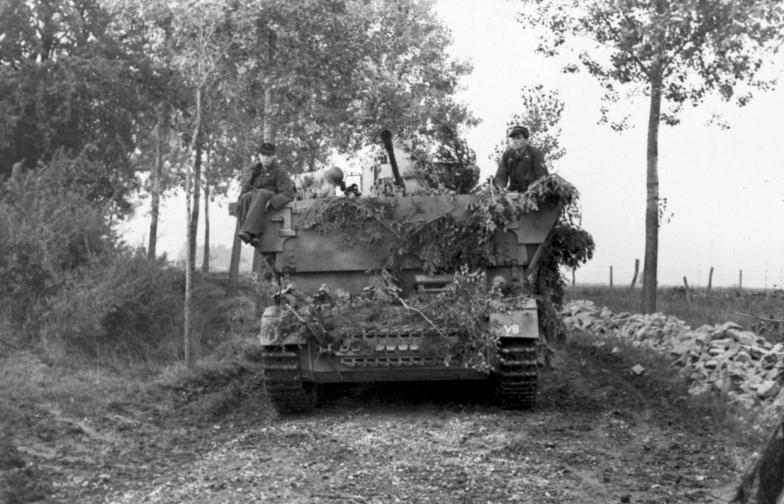
1944年夏、北フランスで撮影されたメーベルワーゲン
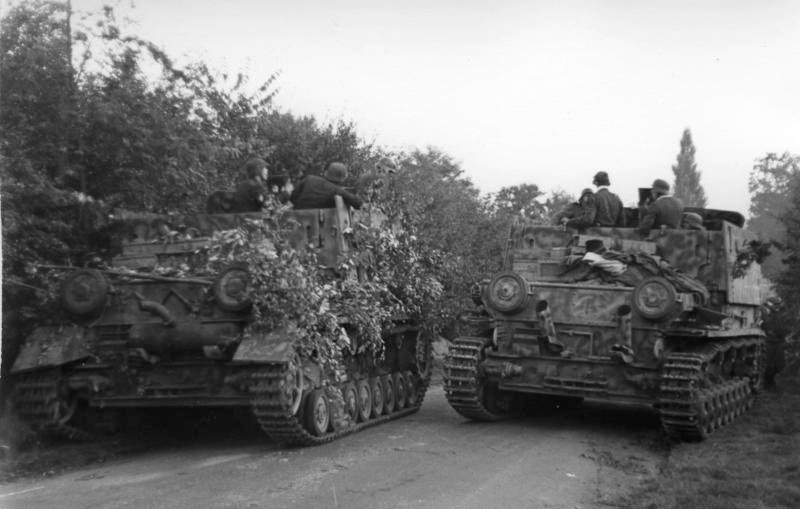
1944年9月、オランダのアーネム周辺で撮影されたメーベルワーゲンの後ろ姿
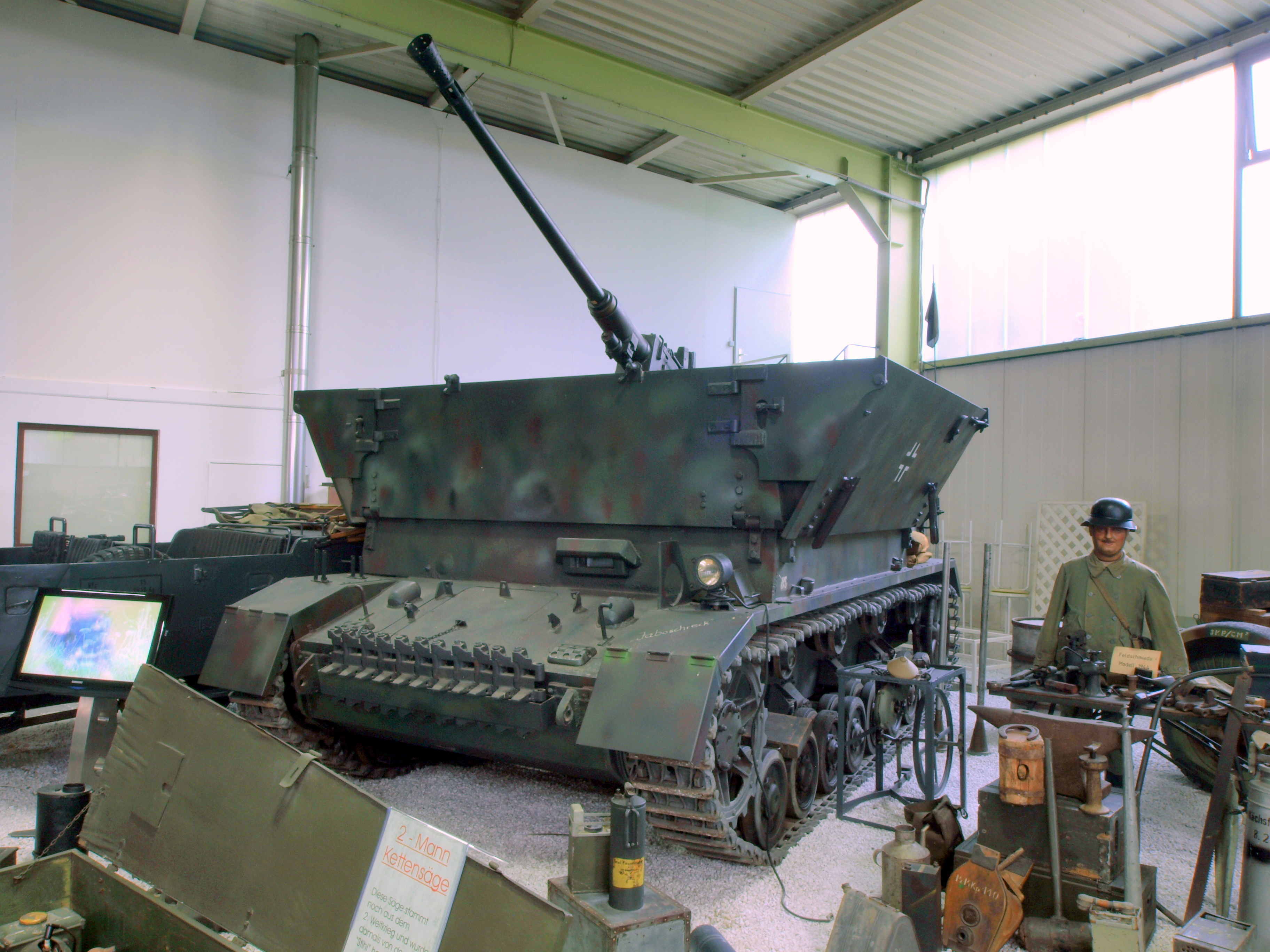
メーベルワーゲン（後期型） 装甲板は高仰角射撃時の半開状態となっている ジンスハイム自動車・技術博物館の展示車両
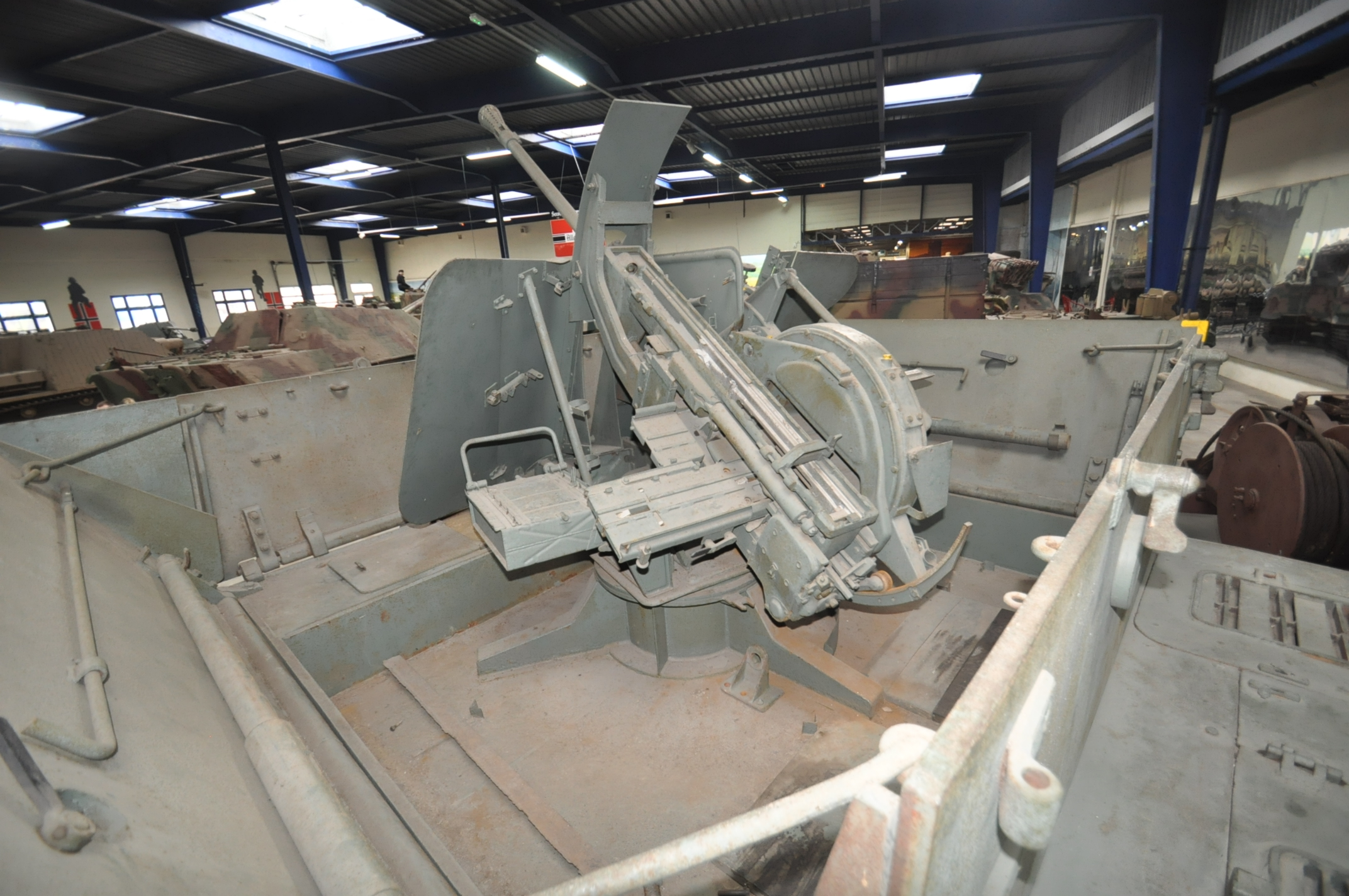
装甲板内の3.7cm Flak43 操作プラットホーム。ここに砲手、装填手2名、車長の4名を収容する ソミュール戦車博物館の展示車両

## その他
本車は、日本ではバンダイから1975年に“1/48 精密電撃機甲師団シリーズNo.23 4号対空機関砲"メーベルワーゲン" ”として、また田宮模型から1977年に“1/35 ミリタリーミニチュアシリーズ No.101 ドイツ IV号対空戦車 メーベルワーゲン ”として2cm Flakvierling38を搭載した試作型が模型化され、広く知られることになった（ただしこのため「メーベルワーゲン対空戦車は2cm4連装対空機関砲を装備している」という誤解が広まることになった）。それら以前の1973年に永代（エーダイグリップ）から“1/76エーダイミリタリーシリーズ No.9 モービルヴァーゲン ”として、3.7cm Flak43搭載の量産型も発売されていたが知名度は低く、田宮模型から後の1999年に“1/35 ミリタリーミニチュアシリーズ No.237 IV号対空自走砲 メーベルワーゲン（3.7cm Flak43搭載型）”として再度模型化されている。